# Calopadia fusca
Calopadia fusca är en lavart som först beskrevs av Johannes Müller Argoviensis, och fick sitt nu gällande namn av Vezda 1986. Calopadia fusca ingår i släktet Calopadia och familjen Ectolechiaceae.   Inga underarter finns listade i Catalogue of Life.